# Катехизис польского ребёнка
«Катехизис польского ребёнка» (пол. Katechizm polskiego dziecka) — патриотическое стихотворение польского поэта Владислава Белзы (1847—1913). Написанное в 1900 году и впервые опубликованное в 1901 году в одноимённом сборнике, оно стало самым известным произведением автора. На сегодняшний день «Катехизис…» наизусть знают миллионы поляков.

## История
Стихотворение «Wyznanie wiary dziecięcia polskiego» (рус. Символ веры польского ребёнка), впоследствии получившее известность под несколько видоизменённым названием, Владислав Белза написал в 1900 году во Львове, посвятив его своему пятилетнему крестнику Людвику Вольскому, сыну знаменитой поэтессы-модернистки Марыли Вольской и её супруга, инженера Вацлава Вольского.
Белза преднамеренно написал «Катехизис…» в вопросно-ответной форме, описывая диалог между мальчиком и взрослым мужчиной. Последний задаёт элементарные вопросы с патриотическим подтекстом, а мальчик отвечает на них соответствующим образом. В 1912 году увидел свет стихотворный сборник «Dla polskich dzieci. Wybór pism wierszem Władysława Bełzy», в который вошло большое количество детских произведений поэта на патриотическую тематику, включая «Катехизис…». Помимо самого стихотворения, автором было приведено альтернативное начало стиха, ориентированное на девочек:
— Kto ty jesteś?

— Polka mała.

— Jaki znak twój?

— Lilja biała.
В период существования Второй Польской Республики «Катехизис…» в обязательном порядке изучался наизусть и регулярно скандировался в польских школах. С 1951 по 1990 годы стихотворение было запрещено цензурой в Польской Народной Республике.